# عذرائية حاملة الرحم
عذرائية حاملة الرحم أو بارثنيوم حامل الرحم (الاسم العلمي: Parthenium hysterophorus)، هو نوع من الأعشاب الضارة المزهرة في فصيلة النجمية. وهو أحد أكثر الأعشاب الضارة شيوعًا في جميع أنحاء العالم. يُعرف باسم أقحوان سانتا ماريا، ويُشار إليه أيضًا باسم سانتا ماريا، وعشب القمة البيضاء، وعشب المجاعة. موطنه الأصلي المناطق الاستوائية الأمريكية ولكنه أصبح نوعًا غازيًا في شرق آسيا والهند وأستراليا وأجزاء من إفريقيا. لقد أصبح سيئ السمعة؛ فهو يُعتبر أحد أكثر أنواع الأعشاب الضارة ضررًا وأذيةً. يُعرف بقدرته على التكاثر بسرعة ووفرة، ويفضل النمو في الموائل الفقيرة بالمغذيات. إنه نبات تضاد بيوكيميائي، مما يجعل لهُ العديد من الإيجابيات والسلبيات التي تؤثر على البيئة. قُيّمت العديد من طرق المكافحة وتنفيذها بمرور الوقت لتقييم أفضل كيفية التعامل مع الحفاظ على هذا النوع والنظم البيئية التي يؤثر عليها.